# 庫佩山
4°48′05″N 9°42′29″E / 4.80139°N 9.70806°E
庫佩山（法語：Mont Koupé），是喀麥隆的山峰，位於巴門達高原，海拔高度2,064米，山體由花崗岩和正長岩組成，是鬼狒、黑猩猩、麂羚等野生動物的棲息地，該地區有約140,000居民聚居。